# Quarta Guerra Mitridàtica
La quarta guerra mitridàtica fou un conflicte armat entre la República Romana i el Regne del Pont. El 72 aC Mitridates VI Eupator va fugir del Pont i es va refugiar al regne del seu cunyat Tigranes II d'Armènia, que el va rebre amistosament, però poc disposat a entrar en guerra contra Roma. Li va assignar residència i servidors, però no el va voler rebre personalment.

## Antecedents
Api Claudi Pulcre fou enviat pel seu cunyat Luci Licini Lucul·le al rei armeni a demanar l'entrega de Mitridates. Tigranes va cridar a Appi Claudi a Antioquia de l'Orontes, on ell havia de retornar aviat (es trobava a Fenícia sotmeten les darreres ciutats hostils). Durant la seva estada Appi va fer contacte amb el rei Zarbienos de la Corduena i algun altre dinasta, i amb els caps grecs d'algunes ciutats de Síria. En arribar el rei a Antioquia va rebre un ultimàtum: o entregava a Mitridates o Roma declararia la guerra. Tigranes va considerar deshonrós entregar al seu parent, i arrogant a l'enviat romà, i va refusar l'ultimàtum tot i que volia evitar la guerra (finals del 71 aC o principis del 70 aC).

## La guerra
A la primavera del 69 aC, després d'un any i vuit mesos sense veure al rei armeni, Mitridates fou portat a la seva presència i els dos homes es van entrevistar. Mitridates va rebre l'encarrec de reconquerir el Pont mentre l'exèrcit armeni envaïa l'Àsia Menor per Licaònia. Però abans de començar la guerra ja el general Lucul·le havia iniciat l'ofensiva amb ajut d'Ariobarzanes de Capadòcia, atacant Melitene, creuant l'Eufrates per Tomisa, i entrant a la Sofene per avançar en direcció cap a Tigranocerta. Tigranes va enviar un cos d'exèrcit sota el comandament del general Mitrobarzanes, que fou aniquilat pel legat roma Sextili. Tigranes llavors es va retirar cap al nord, a l'Armènia pròpia junt amb totes les tropes dirigides pel governador de Síria Magadates, deixant la zona del sud del Tigris defensada per sa germà Gures a la fortalesa de Nisibe, i el seu lloctinent Mancaios a Tigranocerta. Lucul·le va arribar davant Tigranocerta, i en va ocupar la rodalia i algun palau fora ciutat, però els mercenaris grecs i cilicis van resistir amb coratge i van usar nafta en flames, versió armènia del foc grec.
Mentre ja estaven arribant a la regió del Llac Van les forces enviades pels vassalls: els reis d'Adiabene i Atropatene amb els seus exèrcits, i nombrosos contingents d'ibers, albans i àrabs. Al mateix temps Mitridates marxava cap a la regió amb els seus lleials, precedit pel seu general Tàxiles, que va aconsellar a Tigranes no arriscar en una sola batalla i fer petits combats i, aprofitant la superioritat de la cavalleria armènia, tallar les línies de subministrament dels romans; el rei no el va escoltar i va avançar cap a Tigranocerta. Una avantguarda de sis mil homes va trencar les línies romanes amb un núvol de fletxes i va entrar a la ciutat assetjada, i es va emportar a la reina i el tresor, tornant a passar per les línies romanes. Lucul·le, assabentat de l'arribada del rei armeni, va deixar davant la ciutat sis mil homes sota el comandament del seu lloctinent Murena i amb la resta, uns dotze mil homes i tres mil cavallers, va sortir a buscar a Tigranes. El combat decisiu tingué lloc el 6 d'octubre del 69 aC a la riba del Tigris, probablement una mica més amunt del lloc de confluència del Centrites (Bohtan). Tigranes manava el centre, la dreta era del rei d'Atropatene (gendre de Tigranes) i l'esquerra del d'Adiabene. Lucul·le, amb una brillant estratègia, va obtenir una victòria completa i Tigranes i els seus es van retirar; Síria i la regió al sud del Tigris ja es podia donar per perduda. Els mercenaris grecs i cilicis de Tigranocerta van desertar i Lucul·le i feu la seva entrada i va permetre el retorn a casa seva de tots aquells que ho volien, especialment els grecs. Els dinastes locals van haver d'acceptar el protectorat romà, entre ells el rei de Commagena, Antíoc. Els romans van passar l'hivern a la Corduena. Nisibe encara resistia sota la direcció de l'enginyer grec Cal·límac. Aquesta derrota va fer veure a Tigranes que els consells de Mitridates eren bons i de fet l'estratègia de la guerra va passar a Mitridates.
Tigranes va recórrer Armènia i va reunir un nou exercit per passar a l'atac al bon temps de l'any següent, és a dir a la primavera del 68 aC. Oficials grecs van instruir a tota presa a quaranta mil soldats i trenta mil cavallers, armenis, ibers i gent de Mèdia, entre d'altres. Aprofitant els saquejos dels temples i santuaris que feien els romans, es va poder donar a la lluita un caire de defensa de la nació i de la religió. Es va demanar el suport del rei dels parts que de moment va romandre neutral.
A la primavera del 68 aC Lucul·le va decidir atacar Artàxata, al cor d'Armènia i va sortir de Migdònia de Mesopotàmia cap a aquella capital una mica tard, ja a l'estiu i va tenir problemes de subministraments sobre el terreny degut al clima. Tigranes, acompanyat de Mitridates, van refusar la batalla frontal, i amb la cavalleria intentaven evitar el proveïment dels romans. Per forçar el combat Lucul·le va pujar l'Arsanies (Murad Su) cap a Artàxata. Prop d'un riu a la vora de Malazgird els armenis van presentar batalla i van emprar la que després fou anomenada tàctica dels parts, consistent en recular ràpidament per de seguit girar-se i cosir de fletxes als perseguidors. Tigranes i el seu gendre el rei d'Atropatene, presentaven batalla frontal i Mitridates atacava als romans per la rereguarda. Lucul·le va contenir a Tigranes i va fer fugir als atropatens, i Mitridates també fou rebutjat. Finalment Lucul·le va poder conservar el camp i els armenis van perdre cinc mil homes, però després de la batalla els romans van quedar molt afeblits. L'estiu s'estava acabant i en avançar cap al nord el fred es va fer sentir. L'avanç no portava enlloc (Artàxata era encara lluny) i aviat les aigües eren glaçades i el menja mancava; la gent del país era hostil i les forces armènies i els seus aliats els atacaven en punts estratègics. Les legions amenaçaven d'amotinar-se i Lucul·le va haver d'ordenar la retirada.
A la tardor Lucul·le es va presentar davant Nisibe, que s'havia demostrat quasi impossible de conquerir però que finalment fou ocupada. Els armenis van avançar cap a la regió del Tigris i van ocupar els districtes al nord i quasi van obligar a rendir-se a la legió dirigida per Fanni que només fou salvada per l'arribada del mateix Lucul·le. A finals del 68 aC Mitridates, amb vuit mil soldats, la meitat armenis, entrava al Pont i el reconqueria fàcilment en uns mesos de combat (primavera del 67 aC). El Pont estava defensat pel romà Fabi, lloctinent de Lucul·le i el poble descontent de l'opressió dels romans va donar suport al seu antic rei i milers de persones es van unir a Mitridates en la lluita; fins i tot els mercenaris tracis al servei de Fabi es van passar a Mitridates i aquest va derrotar el romans i Fabi va quedar assetjat a Cabira. Luci Valeri Triari, un altre general romà, va avançar en suport de Fabi amb un exèrcit de reserva i el rei es va retirar cap a Comana del Pont on va passar l'hivern (68 a 67 aC).
A començaments del 67 aC el rei d'Atropatene, fou enviat contra Capadòcia on va combatre a les guarnicions romanes que foren aniquilades i a l'estiu ja dominava una bona part del país.
A la primavera del 67 aC es va reprendre la guerra al Pont i Triari va voler atacar a Mitridates abans de l'arribada de Lucul·le i fou completament derrotat; la destrucció de l'exèrcit romà hauria estat completa si el rei no hagués estat ferit en la persecució, que per aquesta causa es va aturar. Els romans van perdre set mil homes entre els quals nombrosos oficials; el seu camp fou capturat.
L'arribada de Lucul·le des de Mesopotàmia va impedir a Mitridates seguir el seu avanç i es va retirar a l'Armènia Menor on es va establir a una fortalesa anomenada Talaura, esperant les forces de Tigranes. S'esperava que Lucul·le continuaria l'ofensiva, però l'actitud propera al motí entre les seves tropes ho va impedir. Així a l'arribada de Tigranes, els dos reis van poder ocupar fàcilment el que mancava del Pont i Capadòcia sense oposició. Al final de l'any Mitridates tornava a ser amo de tot el seu antic regne.
El 66 aC la guerra fou confiada pels romans a un general destacat: Gneu Pompeu Magne. Aquest va prendre com a primer mesura assegurar l'amistat del rei Fraates III de Pàrtia, el que podia obligar a Tigranes a haver de lluitar a la seva frontera oriental. En aquestes condiciones Mitridates va fer propostes de pau, però Pompeu no les va voler escoltar, excepte la rendició incondicional i l'entrega de tots el desertors romans. El rei del Pont no va acceptar. Disposava d'un exèrcit de trenta mil homes i dos mil cavallers amb el qual no es podia enfrontar als romans. Així que es va retirar cap a la frontera d'Armènia; però en tot el camí fou atacat pels romans pels passos que ja havien estat ocupats per forces romanes; la major part de l'exèrcit de Mitridates fou aniquilat i el mateix rei es va escapar només amb uns quants cavallers i la seva concubina Hipsicratea, podent arribar a la fortalesa fronterera de Sinòria on se li van anar unint les forces que havien estat dispersades. Però en aquest moment Tigranes II, que sospitava que Mitridates fomentava les intrigues del seu fill per enderrocar-lo va refusar acceptar-lo al seu regne i Mitridates va haver d'entrar a Còlquida des d'on podria marxar a la llacuna Meòtida i al Regne del Bòsfor. Ja segur va passar de Fasis cap a Dioscúrias, la ciutat grega més oriental, on va passar l'hivern (66 a 65 aC) dedicat a reclutar soldats i una petita flota. La guerra amb el romans es podia donar per acabada.
El serrell final de la guerra va continuar només amb Mitridates que amb les forces que havia reunit va poder creuar per la força o per persuasió pels territoris de les tribus bàrbares entre el Caucas i el Bòsfor Cimmeri, i va poder arribar a la ciutat de Fanagòria. Allí el seu fill Macares, que era el rei, havia fet submissió a Lucul·le, i ara, en arribar el seu pare, va fugir i poc després es va suïcidar. Mitridates es va establir com a rei a Panticapea, la capital del Bòsfor on acabara mort el 63 aC.